# Kiyovu Sports Association
Maillots
Actualités
Le Kiyovu Sports Association  est un club rwandais de football fondé en 1964 et basé dans la ville de Kigali, capitale du pays.

## Biographie
Le club joue en rouge et blanc entre 1964 et 1979, lorsque le club s'appelle alors le Rwanda Sports.
Le club participe à trois reprises à la Coupe des clubs champions africains, en 1984, 1993 et 1994.
Il prend également part à la Coupe des coupes en 1986 et 1997, à la Coupe de la CAF 1996, et à la Coupe de la confédération en 2004 et 2012. A noter également une participation à la Coupe CECAFA des clubs 1999 et une participation à la Coupe Kagame inter-club 2004.

## Palmarès
| National | International |
| --- | ------------- |
| - Championnat du Rwanda (5) - Champion : 1969, 1971, 1983, 1992 et 1993. - Coupe du Rwanda (2) - Vainqueur : 1975 et 1985 - Supercoupe du Rwanda (2) - Vainqueur : 1992 | Néant         |